# Juan Trinidad
Juan Trinidad Martos (Granada, 24 de noviembre de 1973) es un político español, presidente de la Asamblea de Madrid entre 2019 y 2021.

## Biografía
Nacido el 24 de noviembre de 1973 en Granada, hijo de un militar, se licenció en Derecho en la Universidad CEU Luis Vives y obtuvo un máster de Asesoría Jurídica en el Centro de Estudios Garrigues.

### Vida política
Candidato en el número 8 de la lista de Ciudadanos-Partido de la Ciudadanía (Cs) de cara a las elecciones a la Asamblea de Madrid de mayo de 2015, resultó elegido diputado de la x legislatura del Parlamento regional, durante la cual ejerció de vicepresidente primero de la Mesa de la Asamblea de Madrid. Incluido para las elecciones autonómicas de 2019 en el número 6 de la lista de Cs, renovó su escaño y el 11 de junio de 2019, durante la sesión constitutiva de la nueva legislatura, resultó elegido presidente de la cámara.
Tras las Elecciones a la Asamblea de Madrid de 2021, ocupó el nº 5 en la lista de Ciudadanos, que no obtuvo ningún escaño y quedó fuera de la Asamblea.